# Al Bidaoui
Al Bidaoui est un réseau ferroviaire de transport en commun desservant Casablanca et son agglomération.
La plage horaire s'étend de 4 h à 00 h au départ de l'aéroport Mohammed V avec une fréquence d'un train par heure, renforcée entre les gares de Casa-Voyageurs et Bouskoura par les TNR en augmentant la fréquence à 2,5 trains par heure. 

## Histoire
- Juin 1993 : Création du TNR Casablanca – Aéroport Mohammed V
- Juin 2002 : Le train a été rebaptisé Al Bidaoui avec une amélioration de son service
- Mai 2015 : Les trains Al Bidaoui ont désormais pour terminus la Gare de Casa-Port au lieu de la Gare d'Aïn Sebaâ.

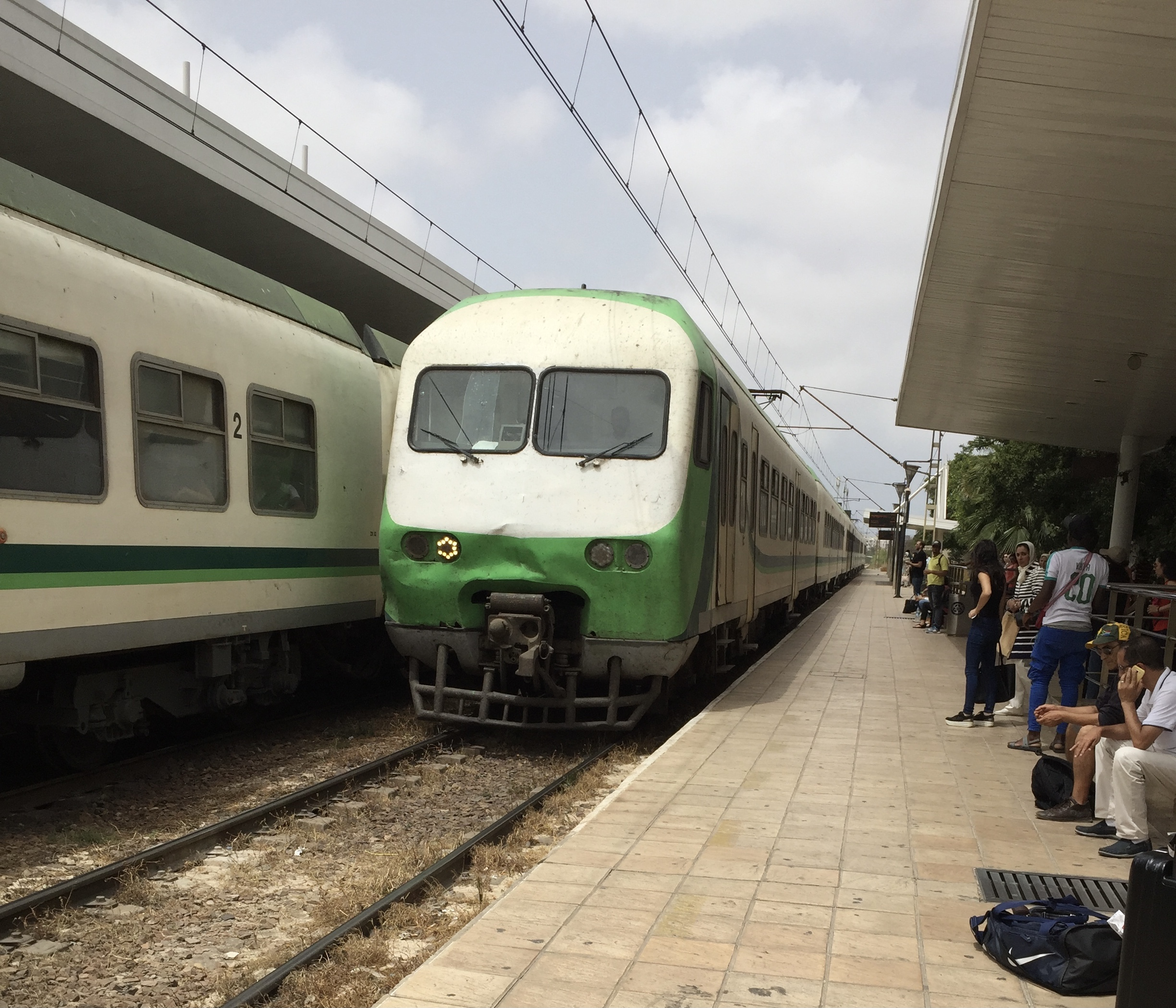
Arrivée d’un train en gare de l'Oasis.

## Schéma de la ligne

### Stations
|  |  |   | Stations             | Communes   | Correspondances |
|  |  | - | -------------------- | ---------- | --------------- |
|  |  | ■ | Aéroport Mohammed V  | Nouaceur   |                 |
|  |  |   | Bouskoura            | Bouskoura  | TNR             |
|  |  | • | L'Oasis              | Casablanca | TNR,            |
|  |  | • | Casablanca-Voyageurs | Casablanca | Al Boraq, TNR,  |
|  |  | ■ | Casablanca-Port      | Casablanca | TNR,            |

## Extensions
En marge de la Coupe du Monde 2030, l'ONCF a ordonné la région de Casablanca-Settat de réaliser en parallèle du projet de la LGV Kénitra-Marrakech de la réalisation d'un Réseau Express Régional.3 lignes sont prévues